# Neastacilla tanakai
Neastacilla tanakai là một loài chân đều trong họ Arcturidae. Loài này được Nunomura miêu tả khoa học năm 2004.